# سيمون ستيفنز
سيمون ستيفنز (بالإنجليزية: Simon Stephens)‏ هو كاتب مسرحي بريطاني، ولد في 6 فبراير 1971 في مانشستر في المملكة المتحدة.

## وصلات خارجية
- سيمون ستيفنز على موقع IMDb (الإنجليزية)
- سيمون ستيفنز على موقع مونزينجر (الألمانية)
- سيمون ستيفنز على موقع قاعدة بيانات برودواي على الإنترنت (الإنجليزية)
- سيمون ستيفنز على موقع قاعدة بيانات الفيلم (الإنجليزية)